# Gouvernement intérimaire indien
Raj britannique
Le gouvernement intérimaire indien est formé le 2 septembre 1946, après les élections pour l'Assemblée constituante, afin de préparer la transition de l'Inde d'une colonie britannique vers un État souverain.
Il reste en place jusqu'au 15 août 1947, lorsque le Raj britannique est scindé en deux dominions indépendant, l'Inde et le Pakistan,,.

## Formation
Après la fin de la Seconde Guerre mondiale, alors que le mouvement indépendantiste n'a pas perdu de son ampleur, le gouvernement britannique adopte une attitude plus souple en relâchant les participants au mouvement Quit India. En 1946, le gouvernement travailliste de Clement Attlee dépêche une mission du cabinet afin d'établir un plan pour le transfer du pouvoir aux Indiens.
Une Assemblée constituante est formée au suffrage indirect, élue par les différentes assemblées provinces. Le Congrès national indien obtient la majorité des sièges et une claire majorité dans huit des onze provinces alors que la Ligue musulmane remporte les sièges réservés aux musulmans.
Le 16 mai 1947, la mission du cabinet propose un premier plan pour une Inde indépendante, qui prendrait la forme d'une fédération où le pouvoir central serait partagé entre hindous et musulmans mais ce plan est rejeté par la Ligue musulmane. Un second plan est proposé, prévoyant la division du Raj entre un État hindou et un autre musulman : le Congrès rejette cette proposition mais accepte de participer à un gouvernement intérimaire. En désaccord avec la position du Congrès, la Ligue musulmane annonce le 29 juillet 1946 refuser de participer au processus.
Le 16 août 1946, la Ligue organise une « Journée d'action directe » (anglais : « Direct Action Day » qui dégénère en émeutes et fait plus de 4 000 morts. Afin d'apaiser les tensions, Jawaharlal Nehru, leader du Congrès et chef du gouvernement, invite des membres de la Ligue musulmane à en faire partie.

## Composition
Le Raj britannique est administré par un vice-roi, nommé par Londres et aidé d'un conseil exécutif composé d'administrateurs chargés des différents départements et du commandant en chef, chargé de l'Armée. Avec la formation du gouvernement intérimaire, tous les portefeuilles à l'exception du commandement en chef sont confiés à des Indiens et la direction du conseil est assuré par son vice-président, Jawaharlal Nehru, qui a le même rôle qu'un premier ministre.
| Nom                                                    | Portefeuille                                                                              | Parti | Parti           |
| ------------------------------------------------------ | ----------------------------------------------------------------------------------------- | ----- | --------------- |
| Archibald Wavell du 15 octobre 1946 au 20 février 1947 | Gouverneur général et vice-roi des Indes Président du conseil exécutif                    |       | Britannique     |
| Louis Mountbatten à partir du 21 février 1947          | Gouverneur général et vice-roi des Indes Président du conseil exécutif                    |       | Britannique     |
| Claude Auchinleck                                      | Commandant en chef                                                                        |       | Britannique     |
| Jawaharlal Nehru                                       | Vice-président du conseil exécutif Affaires extérieures et relations avec le Commonwealth |       | Congrès         |
| Rajendra Prasad                                        | Agriculture et alimentation                                                               |       | Congrès         |
| Ibrahim Ismail Chundrigar                              | Commerce                                                                                  |       | Ligue musulmane |
| Baldev Singh                                           | Défense                                                                                   |       | Congrès         |
| Liaquat Ali Khan                                       | Finances                                                                                  |       | Ligue musulmane |
| Chakravarti Rajagopalachari                            | Éducation                                                                                 |       | Congrès         |
| Ghazanfar Ali Khan                                     | Santé                                                                                     |       | Ligue musulmane |
| Vallabhbhai Patel                                      | Affaires intérieures Information et radio-télédiffusion                                   |       | Congrès         |
| Jagjivan Ram                                           | Travail                                                                                   |       | Congrès         |
| Jogendra Nath Mandal                                   | Loi                                                                                       |       | Ligue musulmane |
| Abdur Rab Nishtar                                      | Chemins de fer et communication Poste et aérien                                           |       | Ligue musulmane |
| Cooverji Hormusji Bhabha                               | Travaux, mines et énergie                                                                 |       | Congrès         |